# Trueman Terraces
I Trueman Terraces (terrazzamenti di Trueman) sono terrazzamenti geologici che si innalzano fino a 1.520 m, nella parte orientale del Goldschmidt Cirque, in prossimità dell'estremità orientale dei Monti Read, che fanno parte della Catena di Shackleton, nella Terra di Coats in Antartide.  
Nel 1967 fu effettuata una ricognizione aerofotografica da parte degli aerei della U.S. Navy. Un'ispezione al suolo fu condotta dalla British Antarctic Survey (BAS) nel periodo 1968-71.
Ricevette l'attuale denominazione nel 1971 dal Comitato britannico per i toponimi antartici (UK-APC), in onore del geologo britannico Arthur  Trueman (1895–1956), che aveva condotto studi sul carbone terrestre e nei depositi marini e sull'introduzione dei metodi statistici nella paleontologia. Fu professore di geologia all'Università di Glasgow (1937-46) e presidente della Geological Society of London nel periodo 1945-47.